# لینسبورگ
لینسبورگ (به آلمانی: Linsburg) یک شهر در آلمان است که در Nienburg واقع شده‌است. لینسبورگ ۱٬۰۰۳ نفر جمعیت دارد.